# Беовулф: Чудовишта и критичари
„Беовулф: Чудовишта и критичари” (енгл. Beowulf: The Monsters and the Critics) је предавање које је 1936. године одржао Џ. Р. Р. Толкин о књижевној критици староенглеске јуначке епске песме Беовулф. Први пут је објављено као рад у журналу Proceedings of the British Academy, а од тада је више пута поново штампано у различитим збиркама.
Толкин тврди да је оригинална песма готово изгубљена под теретом научних анализа; да Беовулф мора бити посматран као песма, а не само као историјски документ; и да квалитет његовог стиха и структуре ствара снажан уметнички утисак. Он одбацује тврдње да је песма еп или узбудљиви наратив, упоређујући је уместо тога са чврстом грађевином од блокова који се савршено уклапају. Истиче да је њена главна тема веома озбиљна – смртност – и да је песма подељена у два дела: први говори о младом Беовулфу који побеђује Грендела и његову мајку, а други о остарелом Беовулфу који одлази у смрт борећи се против змаја.
Овај рад је добио похвале критичара, укључујући песника и преводиоца Беовулфа Шејмуса Хинија. Мајкл Д. К. Драут га је назвао најважнијим чланком икада написаним о овој песми. Научници који проучавају англосаксонску књижевност слажу се да је Толкинов рад имао велики утицај и у потпуности преобликовао проучавање Беовулфа.

## Преглед
Есеј Џ. Р. Р. Толкина „Беовулф: Чудовишта и критичари”, првобитно одржан као предавање у Британској академији 1936. године, а први пут објављен као рад у журналу Proceedings of the British Academy исте године, сматра се кључним делом у савременим студијама Беовулфа. У овом есеју, Толкин се супротставља критичарима који умањују значај чудовишта у песми – Грендела, Гренделове мајке и змаја – у корист коришћења Беовулфа искључиво као извора за историју Англосаксонаца. Толкин тврди да ови елементи нису споредни, већ да су суштински део наратива и да би требало да буду у фокусу проучавања. Овим је скренуо пажњу на до тада занемарене књижевне квалитете песме и залагао се да се она изучава као уметничко дело, а не само као историјски документ. Каснији критичари, попут Хјуа Магениса, који деле Толкиново гледиште, позивали су се на његов рад у одбрани својих аргумената.
Есеј је скраћена верзија серије предавања која је Толкин држао студентима на Оксфорду 1930-их. Белешке са тих предавања постоје у два рукописна облика, која су заједно објављена 2002. године под насловом Беовулф и критичари (енгл. Beowulf and the Critics), коју је уредио Мајкл Д. К. Драут. Овај зборник даје увид у развој Толкиновог размишљања о песми, посебно у његову често цитирању метафору о грађи песме попут куле. „Беовулф: Чудовишта и критичари” доступан је у различитим збиркама, укључујући Чудовишта и критичари, и други есеји (енгл. The Monsters and the Critics, and Other Essays) из 1983. године, коју је уредио Кристофер Толкин.

## Толкинови аргументи

### Оповргавање ранијих критичара
Толкин започиње ироничном примедбом да је оригинална песма готово изгубљена под теретом опсежне „литературе” на ту тему. Он објашњава да је Беовулф углавном коришћен као „историјски документ” и да су већина похвала и критика песме проистекле из уверења да је она „нешто што није била – на пример, примитивна, паганска, тевтонска, алегоријска (политичка или митолошка), или најчешће, епска”; или зато што су научници желели да буде нешто друго, попут „незнабожачке јуначке песме, историје Шведске, приручника германских старина или нордијске Теолошке суме.” Толкин даје алегорију о човеку који наслеђује поље пуно камења из старе дворане. Он од тог камења гради кулу, али када људи открију да су каменови старији од куле, руше је „да би потражили скривене резбарије и натписе”.
Толкин детаљно цитира мишљење научника Вилијама Пејтона Кера о Беовулфу, а оно гласи да „у причи нема много тога” и да је „велика лепота, права вредност Беовулфа у његовом достојанству стила”. Толкин истиче да је Керов став снажно утицао на стварање парадоксалног контраста између наводне мане песме – присуства чудовишта – и, како сам Толкин каже, њене општеприхваћене „узвишености у изразу, узвишеног тона и добро обликоване структуре”. Толкин наводи и друге критичаре, попут Рејмонда Вилсона Чејмберса и Ричија Гирвана, који су замерали песми на „дивљини змајева” и избору теме коју су сматрали недостојном. Толкин сматра мало вероватним да би „ум високомислен и дубок”, што доказује квалитет поезије, „написао више од три хиљаде стихова (дотераних до савршенства) о материји која заиста не заслужује озбиљну пажњу”. Он примећује да су јуначке људске приче традиционално сматране супериорнијим у односу на митове, али тврди да мит има посебну вредност: „Јер мит је жив одједном и у свим својим деловима, и умире пре него што може бити анализиран.” На крају, Толкин отворено изјављује: „Ми не умањујемо вредност јунака тиме што прихватамо Грендела и змаја.”

### Човек у непријатељском свету
Према Толкиновом мишљењу, песма је у суштини о „човеку у рату са непријатељским светом и његовом неминовном пропасти у времену”. Основна трагедија је краткотрајност људског живота. Грендел и змај су представљени као непријатељи хришћанског Бога, за разлику од чудовишта на која наилази Одисеј током својих путовања. Оно што се догодило, према Толкину, јесте да се северњачка храброст – поносита, пркосна уочи неминовног пораза од „хаоса и бесмисла” (како цитира Кера) – стопила са хришћанском вером и погледом на свет. Аутор Беовулфа користи и стару јуначку традицију, која је временом постала мрачнија, и новостечену хришћанску традицију. Толкин запажа да је хришћанин „окружен непријатељским светом”, а чудовишта су зли духови; али пошто прелаз са паганског на хришћански поглед на свет у песми није завршен, чудовишта остају стварна, а фокус остаје на „древној теми: да човек, сваки човек и сви људи, и сва њихова дела морају умрети”.
Толкин се поново враћа чудовиштима и жали што је познато тако мало о претхришћанској енглеској митологији; уместо тога, ослања се на исландске митове, за које тврди да су морали да имају сличан однос према чудовиштима, људима и боговима. Северњачки богови, као и људи, осуђени су на смрт. Насупрот томе, јужњачки (римски и грчки) пагански богови били су бесмртни, па је за Толкина (као хришћанина) јужњачка религија „морала да напредује ка филозофији или да се врати у хаос”: смрт и чудовишта су били периферни. Али северњачки митови и Беовулф стављају чудовишта, смртност и смрт у сам центар. Толкин је стога веома заинтересован за контакт северњачке и хришћанске мисли у песми, где је библијски Каин повезан са јотунима (џиновима) и вилењацима, не због забуне, већ као „показатељ тачне тачке у којој се машта, промишљајући старо и ново, распламсала”. Песма је, према Толкину, „историјска песма о паганској прошлости, или покушај такве”, очигледно не у смислу модерних идеја о „буквалној историјској тачности”. Песник узима стару причу (чудовиште које терорише двор Скилдинга) и слика живописну слику древних времена, користећи, на пример, библијску слику пастира праотаца у изразу folces hyrde (народни пастир) за Данце.

### Структура: Младост наспрам старости
Општа структура песме је, према Толкину, јасна. „Она је суштински баланс, опозиција између крајева и почетака. Најједноставније речено, то је контрастна описна слика два тренутка у великом животу, уздизање и залазак; разрада древног и дубоко потресног контраста између младости и старости, првог достигнућа и коначне смрти.” Део А (младост) обухвата стихове од 1. до 2199.; део Б (старост) обухвата стихове од 2200. до 3182. (краја).
Секундарна подела песме, како пише Толкин, дешава се на 1887. стиху, након чега се сав ранији део приче сумира, тако да комплетан извештај о трагедији Беовулфа следи између 1888. стиха и краја, али без описивања тмурне дворане Хеорот или контраста између младог Беовулфа и старог Хротгара.
Метрика песме такође се заснива на балансу два дела у сваком стиху, „више као зидарство него музика”. Толкин тврди да песма није намењена као узбудљив наратив, нити као романтична прича, већ као слика речима, „метод и структура који... више подсећају на скулптуру или сликање. То је композиција, а не мелодија.” Далеко од тога да је слабо структурисана, она је „необично јака”.
То није „епска песма”, нити чак увећана „лирска песма”. Нити један термин позајмљен из грчке или других књижевности не одговара потпуно: нема разлога зашто би требало. Иако, ако већ морамо имати термин, требало би да изаберемо „елегију”. То је јуначко-елегијска песма; и у одређеном смислу свих њених првих 3.136 стихова представљају прелудиј за тужбалицу.

### Јединствени ефекат
Толкин се на тренутак осврће на још једну критику, да чудовишта не треба да се појављују у оба дела. Он одговара да разуме тачку гледишта у којој нема чудовишта, али не и жалбу због самог њиховог броја; песник није могао, како он тврди, да избалансира Беовулфово уздизање до славе кроз рат у Фризији, са смрћу од змаја. Слично томе, он одбацује идеје да је песма примитивна: она је, напротив, касна песма, која користи материјале остале из некадашњег доба.
Када је нови Беовулф већ био антикварни, у добром смислу, он сада производи јединствен ефекат. Јер он је сада за нас сам древан; а ипак је његов творац говорио о стварима које су већ биле старе и оптерећене жалом, и он је утрошио своју уметност у томе да изоштри тај додир на срцу који туге носе, а које су и болне и удаљене. Ако је погреб Беовулфа некада био као одјек древне туге, удаљен и безнадан, он је сада за нас као сећање пренето преко брда, одјек одјека. Нема много поезије на свету попут ове.
Толкин завршава тврдњом да Беовулф „има свој индивидуални карактер и посебну свечаност”; и да би и даље био моћан чак и да потиче из неког непознатог времена и места; али да, у ствари, његов језик, староенглески,
и даље има суштинску сродност са нашим, створен је у овој земљи и креће се нашим северним светом под нашим северним небом, и за оне који су пореклом од тог језика и те земље, он ће увек одзвањати дубоким позивом – све док не дође змај.

### Примарне
1. 1 2 3  Tolkien 1997, стр. 5–8
2. ↑  Tolkien 1997, стр. 10–11
3. ↑  Tolkien 1997, стр. 13–14
4. ↑  Tolkien 1997, стр. 15
5. ↑  Tolkien 1997, стр. 17
6. ↑  Tolkien 1997, стр. 19–20
7. ↑  Tolkien 1997, стр. 21
8. ↑  Tolkien 1997, стр. 23
9. ↑  Tolkien 1997, стр. 25
10. ↑  Tolkien 1997, стр. 26
11. ↑  Tolkien 1997, стр. 27
12. ↑  Tolkien 1997, стр. 28
13. ↑  Tolkien 1997, стр. 30
14. ↑  Tolkien 1997, стр. 31
15. 1 2 3  Tolkien 1997, стр. 33–34

### Секундарне
1. ↑  Drout, Michael D. C. (2007). „Beowulf: Tolkien's Scholarship”. J.R.R. Tolkien Encyclopedia. Taylor & Francis. стр. 59—60. ISBN 978-0-415-96942-0.
2. ↑  Niles, John D. (1998). „Beowulf, Truth, and Meaning”.  Ур.: Bjork, Robert E.; Niles, John D. A Beowulf Handbook. Lincoln, Nebraska: University of Nebraska Press. стр. 5. ISBN 0-8032-6150-0. „Bypassing earlier scholarship, critics of the past fifty years have generally traced the current era of Beowulf studies back to 1936 [and Tolkien's essay].”
3. ↑  Shippey, Thomas A. (1998). „Structure and Unity”.  Ур.: Bjork, Robert E.; Niles, John D. A Beowulf Handbook. Lincoln, Nebraska: University of Nebraska Press. стр. 163. ISBN 0-8032-6150-0. „[Tolkien's essay] was seized upon eagerly, even gratefully, by generations of critics.”
4. ↑  Le, Alvin A. (1998). „Symbolism and Allegory”.  Ур.: Bjork, Robert E.; Niles, John D. A Beowulf Handbook. Lincoln, Nebraska: University of Nebraska Press. стр. 240. ISBN 0-8032-6150-0. „Tolkien's manifesto and interpretation have had more influence on readers than any other single study, even thought it has been challenged on just about every one of its major points.”
5. ↑  Lerer, Seth (1998). „Beowulf and Contemporary Critical Theory”.  Ур.: Bjork, Robert E.; Niles, John D. A Beowulf Handbook. Lincoln, Nebraska: University of Nebraska Press. стр. 328, 330. ISBN 0-8032-6150-0. „[Tolkien's essay] may well be the originary piece of modern Beowulf criticism[…] . The strategies […] control the fundamental assumptions of Old English scholarship for the next fifty years.”
6. ↑  Fulk, R. D. (1991). „Preface”.  Ур.: Fulk, R. D. Interpretations of Beowulf. Bloomington, Indiana: Indiana University Press. стр. xi—xii. ISBN 0-253-32437-8. „No one denies the historical importance of this lecture[…] . opening the way to the formalist principles that played such a vital role in the subsequent development of further Beowulf scholarship[…] . the methodology […] remains a model for emulation.”
7. ↑  Шаблон:ME-ref/LMH
8. ↑  Acocella, Joan (2. 6. 2014). „Slaying Monsters: Tolkien's Beowulf”. The New Yorker. Приступљено 23. 11. 2014. „In his view, the meaning of the poem had been ignored in favor of archeological and philological study.”
9. ↑  Magennis, Hugh (2011). Translating Beowulf: Modern Versions in English Verse. D.S. Brewer. стр. 6, 15—17. ISBN 978-1843842613.
10. 1 2  Sharp, Tom. „J. R. R. Tolkien, Beowulf and the Critics. Ed. Michael D. C. Drout (Review)”. San Francisco State University. Архивирано из оригинала 16. 07. 2009. г. Приступљено 30. 1. 2015.
11. ↑  Tolkien, J. R. R. (1983). „Beowulf: The Monsters and the Critics”. The Monsters and the Critics, and Other Essays. London: George Allen & Unwin. ISBN 0-04-809019-0.
12. ↑  Tolkien 1997, стр. 26.